# Fusillade de la caserne de Massereene
La fusillade de la caserne de Massereene a eu lieu à la caserne de Massereen à Antrim, en Irlande du Nord. Le 7 mars 2009, deux soldats britanniques du 38e régiment du génie, qui n'étaient pas en service, ont été abattus à l'extérieur de la caserne. Deux autres soldats et deux livreurs civils ont également été blessés par balle au cours de l'attaque. Un groupe paramilitaire républicain irlandais dissident, le Real IRA, a revendiqué l'attentat.
Il s'agit des premiers décès de militaires britanniques en Irlande du Nord depuis 1997. Deux jours plus tard, l'IRA de la continuité a abattu Stephen Carroll, un agent du service de police d'Irlande du Nord (PSNI) ; il s'agit du premier agent de police d'Irlande du Nord tué par des paramilitaires depuis 1998.

## Contexte historique
De la fin des années 1960 à la fin des années 1990, l'Irlande du Nord a connu un conflit connu sous le nom de "les Troubles", au cours duquel plus de 3 500 personnes ont été tuées. Plus de 700 d'entre elles étaient des militaires britanniques déployés dans le cadre de l'opération Banner. La grande majorité de ces militaires britanniques ont été tués par l'Armée républicaine irlandaise provisoire (IRA), qui a mené une campagne armée pour forcer les Britanniques à négocier un retrait de l'Irlande du Nord. En 1997, l'IRA a décrété un cessez-le-feu définitif et, en 1998, l'accord du Vendredi saint a été signé. Cet accord est largement considéré comme marquant la fin du conflit.
Toutefois, des groupes dissidents opposés au cessez-le-feu ("républicains irlandais dissidents") ont poursuivi une campagne armée de faible envergure contre les forces de sécurité britanniques en Irlande du Nord (voir Campagne des républicains irlandais dissidents). Le principal groupe impliqué était un groupe dissident de l'IRA connu sous le nom de "Real" IRA. En 2007, l'armée britannique a officiellement mis fin à l'opération Banner et a considérablement réduit sa présence en Irlande du Nord.
La campagne des "républicains dissidents" de faible envergure s'est poursuivie. En janvier 2009, les forces de sécurité ont dû désamorcer une bombe à Castlewellan et, en 2008, des républicains dissidents ont tenté de tuer des agents du Service de police d'Irlande du Nord (PSNI) à Derry, Castlederg et Dungannon lors de trois incidents distincts. Dans les trois cas, des agents du PSNI ont été gravement blessés. Deux des attaques ont été perpétrées à l'aide d'armes à feu et l'autre à l'aide d'une bombe piégée placée sous une voiture.

## Fusillade
Vers 21h40 dans la soirée du samedi 7 mars, quatre soldats britanniques du Royal Engineers, qui n'étaient pas en service, sont sortis de la caserne pour se faire livrer une pizza par deux livreurs,. Alors que l'échange avait lieu, deux hommes armés masqués se trouvant dans une voiture proche ont ouvert le feu avec des fusils automatiques PM md. 63. La fusillade a duré plus de 30 secondes et plus de 60 coups de feu ont été tirés. Après la première salve, les hommes armés se sont dirigés vers les soldats blessés qui gisaient sur le sol et ont tiré à nouveau à bout portant, tuant deux d'entre eux,. Il s'agit des sapeurs Mark Quinsey, de Birmingham, et Patrick Azimkar, de Londres,. Les deux autres soldats et les deux livreurs ont été blessés,. Les soldats portaient des tenues de désert et devaient être déployés en Afghanistan le lendemain,. Quelques heures plus tard, la voiture volée impliquée a été retrouvée abandonnée près de Randalstown, à 13 km de la caserne.
Un journal basé à Dublin, le Sunday Tribune, a reçu un appel téléphonique d'un interlocuteur utilisant un mot de code reconnu de la Real IRA. L'appelant a revendiqué l'attaque au nom de la Real IRA, ajoutant que les livreurs de pizzas civils étaient des cibles légitimes car ils "collaboraient avec les Britanniques en les servant".
Il s'agit des premiers décès de militaires britanniques en Irlande du Nord depuis que le bombardier Stephen Restorick a été abattu par l'IRA provisoire en février 1997, pendant les troubles. L'attaque a eu lieu quelques jours après que le chef de la police d'Irlande du Nord, Sir Hugh Orde, a laissé entendre que la probabilité d'une attaque "terroriste" en Irlande du Nord était à son niveau le plus élevé depuis plusieurs années.
Les agents de sécurité civils du service de sécurité d'Irlande du Nord ont été critiqués pour ne pas avoir ouvert le feu lors de l'incident, ce qui a donné lieu à des plans de reconversion et de réarmement.
Les casernes ont été fermées en 2010 dans le cadre de la réduction de la présence de l'armée britannique en Irlande du Nord.

### Fusillade de Craigavon
Deux jours après la fusillade de la caserne de Massereene, l'officier du PSNI Stephen Carroll a été abattu à Craigavon, dans le comté d'Armagh. Il s'agit du premier meurtre d'un policier en Irlande du Nord depuis 1998. L'IRA de continuité a revendiqué la responsabilité de cette fusillade et a déclaré que "tant que les Britanniques seront présents en Irlande, ces attaques se poursuivront".

## Réaction
Le matin suivant l'attaque, les fidèles sont sortis de l'église St Comgall après la messe et ont veillé près de la caserne. Ils ont été rejoints par leur prêtre et des membres du clergé des autres églises de la ville. Le 11 mars 2009, des milliers de personnes ont participé à des manifestations silencieuses contre les meurtres dans plusieurs lieux d'Irlande du Nord.
Les meurtres ont été condamnés par tous les principaux partis politiques d'Irlande du Nord, ainsi que par le gouvernement irlandais, le gouvernement des États-Unis et le pape Benoît XVI,,. Le Sinn Féin a condamné les meurtres, mais a été critiqué pour avoir été moins véhément que d'autres dans sa condamnation.
- Le Premier ministre Peter Robinson a déclaré que la fusillade était un "terrible rappel des événements du passé" et que "ces meurtres étaient un acte futile de la part de ceux qui ne bénéficient d'aucun soutien public et qui n'ont aucune chance de voir leur campagne couronnée de succès. Elle n'aboutira pas"[31].
- Le vice-premier ministre Martin McGuinness a déclaré : "J'ai été membre de l'IRA, mais cette guerre est désormais terminée. Les responsables de l'incident d'hier soir indiquent clairement qu'ils veulent reprendre ou relancer cette guerre. Eh bien, je leur dénie le droit de le faire"[31]. Il a ensuite déclaré que les tireurs de l'officier de la PSNI tué deux jours plus tard étaient des "traîtres à l'île d'Irlande"[32].
- Le président du Sinn Féin, Gerry Adams, a condamné la fusillade, déclarant que les responsables n'avaient "aucun soutien, aucune stratégie pour parvenir à une Irlande unie. Leur intention est de ramener les soldats britanniques dans les rues. Ils veulent détruire les progrès réalisés ces derniers temps et replonger l'Irlande dans le conflit. Les républicains et les démocrates irlandais ont le devoir de s'y opposer et de défendre le processus de paix"[33].
- Le Premier ministre britannique Gordon Brown s'est rendu sur les lieux de l'attentat le 9 mars 2009 et a rencontré les dirigeants politiques d'Irlande du Nord pour les exhorter à faire front commun face à la violence. Il a déclaré que "le pays tout entier est choqué et indigné par les attaques malveillantes et lâches contre des soldats servant leur pays" et qu'"aucun meurtrier ne pourra faire dérailler un processus de paix qui a le soutien de la grande majorité de l'Irlande du Nord"[31].
- Le Taoiseach Brian Cowen a déclaré : "Un petit groupe de personnes malveillantes ne peut pas saper la volonté du peuple irlandais de vivre en paix ensemble, et ne le fera pas. La violence a été totalement rejetée par les habitants de cette île, tant au nord qu'au sud"[34],[35].
- Lors d'une conférence de presse tenue le 25 mars 2009, Richard Walsh, porte-parole du Republican Sinn Féin, un parti lié à l'IRA de continuité, a déclaré que les meurtres étaient un "acte de guerre" plutôt qu'un assassinat. "Nous avons toujours défendu le droit du peuple irlandais à utiliser n'importe quel niveau de force contrôlée et disciplinée pour chasser les Britanniques d'Irlande. Nous ne nous excusons pas pour cela". Il a également décrit le PSNI comme "un auxiliaire armé de l'armée britannique"[36].

## Essais
Le 14 mars 2009, le PSNI a arrêté trois hommes en relation avec les meurtres, dont l'un était un ancien prisonnier de l'IRA, Colin Duffy. Il avait rompu avec le républicanisme classique et critiqué la décision du Sinn Féin de soutenir le nouveau PSNI. Le 25 mars 2009, après un contrôle judiciaire de leur détention, la Haute Cour de Belfast a ordonné la libération de tous les hommes ; Duffy a été immédiatement réarrêté car il était soupçonné de meurtre. Le 26 mars 2009, Duffy a été inculpé du meurtre des deux soldats et de la tentative de meurtre de cinq autres personnes. Le lendemain, il a comparu devant le tribunal pour être mis en accusation et a été placé en détention provisoire dans l'attente de son procès, après qu'il a été allégué que son profil ADN complet avait été trouvé sur un gant en latex à l'intérieur du véhicule utilisé par les tireurs. On a également trouvé dans la voiture qu'ils conduisaient de la terre qui correspondait à celle qui se trouvait sur le sol devant la caserne,.
Brian Shivers, atteint de mucoviscidose, a été accusé des meurtres des soldats et de la tentative de meurtre de six autres personnes. Il a également été accusé de possession d'armes à feu et de munitions dans l'intention de mettre des vies en danger. Il a été arrêté à Magherafelt en juillet 2009,.
En janvier 2012, Shivers a été condamné pour les meurtres des soldats, mais Duffy a été acquitté. En janvier 2013, la condamnation de Shivers a été annulée par la plus haute cour d'appel d'Irlande du Nord. Lors d'un nouveau procès en mai 2013, Shivers a été déclaré non coupable. Il a été blanchi de tous les chefs d'accusation et immédiatement libéré de prison. Le juge s'est demandé pourquoi l'IRA avait choisi Shivers comme tireur, compte tenu de sa mucoviscidose et de ses fiançailles avec une protestante.
L'avocat de Shivers a déclaré :
« Brian Shivers a souffert de l'horreur d'avoir été condamné à tort dans ce qu'il faut désormais qualifier d'erreur judiciaire. Il a été reconnu coupable des chefs d'accusation les plus graves du calendrier pénal. Il a été condamné à une peine d'emprisonnement à vie, qui l'aurait vu mourir en prison. La condamnation initiale a été annulée sur une base juridique étroite. Ce n'est qu'au cours de son nouveau procès que de nouveaux éléments importants ont été divulgués, qui ont complètement remis en cause les accusations portées contre lui. Cette poursuite ratée - une autre poursuite ratée - est une mise en garde contre le recours à des preuves scientifiques ténues dans des affaires criminelles de premier plan. »

## Voir également
- Chronologie des actions du Real IRA et du New IRA
- Chronologie du conflit nord-irlandais